# 日本鉄道友の会
日本鉄道友の会（にほんてつどうとものかい、英語: The Japanese Railway Society、略称JRS）は、日本の鉄道を愛好する主に日本人以外の鉄道ファンが結成している団体である。本部はイギリスのロンドンに置かれている。

## 組織
日本でビジネスをしていたリチャード・トレメイン (Richard Tremaine) が設立者兼会長として、1991年にロンドン交通博物館で会を結成した。約300人の会員がいて、イギリス以外にアメリカ合衆国・ドイツ・オランダ・オーストラリアに支部が置かれている。日本人以外が中心であるが、日本人や日本在住の外国人の会員もいる。

## 活動
2年に1度日本を訪問して、鉄道旅行をしたり鉄道施設や車両基地の見学を行ったりするツアーを行っている。また日本国外における日本の鉄道の紹介活動を行っており、鉄道に関連するイベントが開かれる際に参加して、日本の鉄道模型の運転会を行うなどしている。
"BULLET-IN"（ブレッティン）という名の会報を3ヶ月に1度発行している。bulletinとは会報のことであるが、ハイフンを入れることで弾丸列車 (bullet train、及び新幹線）に掛けている。
ヨークのイギリス国立鉄道博物館に新幹線0系電車が展示されるに当たっては、イギリス以外の鉄道車両を展示する必要はないという反対論を押さえて、この会の関係者が展示の実現に貢献している。